# Excommunicatie

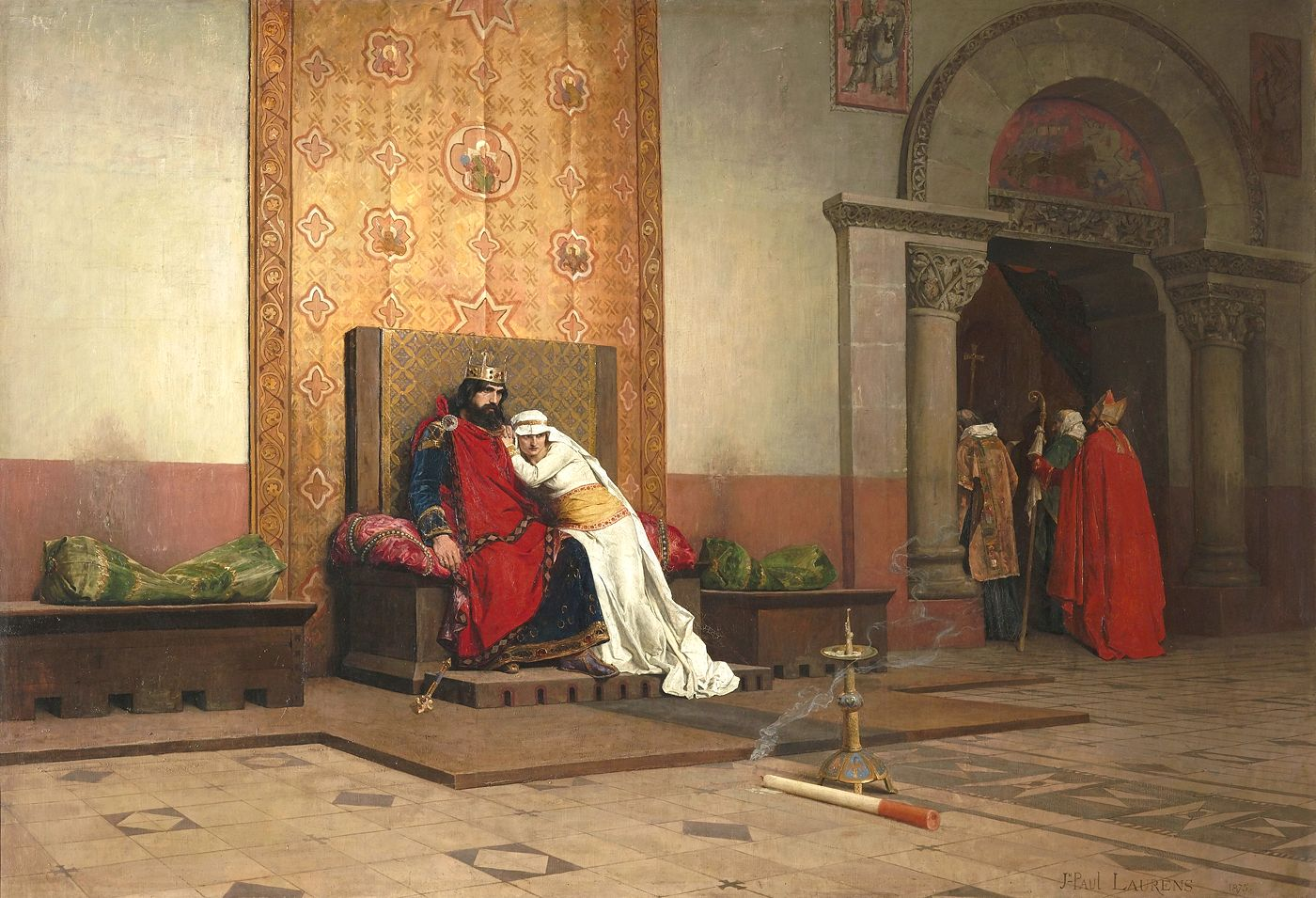
De excommunicatie van Robert de Vrome (Jean-Paul Laurens)

Excommunicatie, afsnijding of in de ban doen is het uit een kerkelijke gemeenschap uitstoten van iemand die volgens de gezagsdragers volhardt in de zonde. De term wordt enigszins ironisch ook wel gebruikt als iemand om politieke redenen wordt buitengesloten door een autoritair regime, bijvoorbeeld in de vroegere Sovjet-Unie.

## Geschiedenis
In de middeleeuwen had de excommunicatie, of beter gezegd: de (kerk)ban, ook gevolgen voor de niet-kerkelijke status van de geëxcommuniceerde. De kerkelijke ban werd in de middeleeuwen doorgaans gevolgd door een vogelvrijverklaring door de wereldlijke macht (rijksban), wat het financiële en politieke faillissement betekende. Maatschappelijke posities werden verbeurd verklaard.
In 1076 deed paus Gregorius VII keizer Hendrik IV in de ban, naar aanleiding van de Investituurstrijd. De positie van de keizer werd hierdoor onhoudbaar, en in 1077 zag de keizer zich genoodzaakt op zijn blote voeten drie dagen achtereen in de sneeuw voor het kasteel Canossa boete te doen, waarop de paus de excommunicatie weer ophief.
Bekend is de ban die in 1521 door de Rooms-Katholieke Kerk werd uitgesproken over Maarten Luther wegens ketterij, en die zou leiden tot het ontstaan van het protestantisme.
Tegenwoordig komt excommunicatie minder frequent voor.

## Christendom

### Rooms-Katholieke Kerk
In de Rooms-Katholieke Kerk betekent excommunicatie de uitsluiting van een lid van de kerk uit de kerkelijke gemeenschap. De betrokkene wordt echter veelal geacht verder deel uit te maken van de katholieke Kerk op grond van het ontvangen doopsel - evenwel sluiten de volgende overtredingen wel van de katholieke Kerk uit: de geloofsafval, de publieke, formele ketterij en het formele schisma. Bij sommige vormen van schisma en ketterij kan de excommunicatie volgen, maar wanneer de overtredingen onbewust, niet willens en wetens, begaan zijn, kan men hiervoor weliswaar geëxcommuniceerd worden, maar valt hierdoor nog niet automatisch uit de Kerk.
Excommunicatie wordt in overige gevallen beschouwd als een tijdelijke ban die ophoudt te bestaan bij (ten laatste) de dood.
In het katholieke canoniek recht maakt men onderscheid tussen twee vormen van excommunicatie, die zich onderscheiden door de wijze van veroordeling:
- De excommunicatie van rechtswege (excommunicatio latae sententiae) wordt automatisch voltrokken op basis van de ernst van het delict of misdrijf. Deze vorm van excommunicatie treedt in werking door een daad van ongeloof door de gelovige, waardoor hij niet meer als behorend tot de kerkelijke gemeenschap beschouwd kan worden. Dit komt onder andere voor in gevallen van geloofsafval, ketterij, schismatieke activiteiten, simonie, ontwijding van de Eucharistie, uitoefening van geweld tegen de paus of formele medewerking aan abortus. Een bekend voorbeeld van excommunicatio latae sententiae is de excommunicatie van monseigneur Marcel Lefebvre in 1988 wegens het wijden van vier priesters tot bisschop tegen de wil in van de paus.
- Excommunicatie, die voltrokken wordt op basis van een uitspraak van het bevoegd gezag (excommunicatio ferendae sententiae). Het gaat hier om ingrijpen van het bisschoppelijke gezag, waarbij de basis van veroordeling door de ernst van het delict of misdrijf wordt bepaald. Een bekend voorbeeld hiervan is de excommunicatie van Fidel Castro in 1962.

Excommunicatie maakt samen met het interdict en de suspensie van een clericus deel uit van de zogenaamde censuren of verbeteringsstraffen (c. 1331-1333, CIC/1983). Daarom blijft excommunicatie slechts van kracht zo lang als de oorzaak ervan voortduurt, waarna normaliter de bisschop de excommunicatie opheft.
De consequenties van excommunicatie voor leken betreffen vooral het uitsluiten van het ontvangen van het sacrament van de eucharistie, de biecht en het oliesel alsmede het verdienen van aflaten. Veel kerkjuristen zijn bovendien van mening dat een excommunicatie ook gevolgen voor het ontvangen van andere sacramenten kan hebben.
Tegenwoordig beschouwt men laïcisering (het ontnemen van een geestelijk ambt) als een ergere straf dan excommunicatie.

### Protestantse kerken
Als een lid van een protestantse kerk ernstig zondigt en niet tot inkeer komt, kan de kerkenraad besluiten om hem af te houden van het avondmaal. Als daar geen inkeer en oprecht berouw op volgt, kan diegene worden afgesneden uit de gemeente. In de meeste kerken komt dit nog maar zelden voor. Het doel van de ban in de protestantse kerken is dat degene die uitgestoten wordt tot inkeer komt, en als dat gebeurt kan diegene opnieuw opgenomen worden in de gemeente. De leden van de gemeente mogen wel met hem omgaan, maar worden opgeroepen om hem de geboden en beloften van God voor te houden en hem tot berouw en bekering te manen.
Zowel de afhouding van het avondmaal als de afsnijding of ban maken onderdeel uit van de kerkelijke tucht, die het geheel van maatregelen omvat dat tot doel heeft om afgedwaalde gemeenteleden weer in het rechte spoor te brengen.

#### Calvinisme
De afsnijding van de gemeente is de laatste trap van de kerkelijke tucht of kerkelijke censuur, zoals die wordt toegepast in de kerken van calvinistische structuur. Hierbij wordt iemand die herhaaldelijk en langdurig gezondigd heeft van de gemeente afgesneden. Dit houdt in dat deze persoon niet meer de sacramenten mag ontvangen (in de calvinistische traditie: Doop en Heilig Avondmaal). Dit houdt ook in dat eventuele kinderen die tijdens de censuurstelling geboren worden niet gedoopt kunnen worden. Iemand die afgesneden is of "onder censuur staat" kan wel weer terugkeren in de gemeente, vaak via openbare schuldbelijdenis en het nalaten van de zonde.

#### Jehova's getuigen
Jehova's getuigen kennen een actieve vorm van excommunicatie, die zij "uitsluiting" noemen. Deze wordt toegepast wanneer een Jehova's getuige de regels van het Besturend Lichaam van Jehova's getuigen overtreedt en geen berouw toont. Als een Jehova's getuige wordt uitgesloten, hebben zijn voormalige geloofsgenoten met hem of haar geen contact meer, zelfs als die een naast familielid is (behalve thuiswonende kinderen).

## Jodendom
De joodse gemeente kent de ban als cherem. Deze strafmaatregel tegen weerspannige of opstandige leden gaat terug tot de Tannaïtische periode of eerder, de tijd van het ontstaan van de Misjna in de eerste en tweede eeuw. Voor de wijzen van de Misjna ging de cherem (of eigenlijk de nidoei) fungeren als een vorm van uitstoting. Iemand die een overtreding tegen de wet pleegde werd menoede ofwel 'onrein' verklaard. Zo iemand werd geïsoleerd van de gemeenschap en met verachting bejegend. Mogelijk was er een nog specifiekere nidoei, een soort uitstoting uit de gelederen van de farizeeën of schriftgeleerden. In de loop der tijd werd de cherem als een strengere straf dan de nidoei beschouwd.
Een historisch voorbeeld hiervan is de cherem die op 27 juli 1656 werd uitgesproken over Baruch Spinoza door de sefardische gemeente van Amsterdam. Door de rechtsmacht van de joodse synagoges over de binnen hun gemeenschap geborenen, hadden ze ook macht over het vestigingsrecht in een plaats. Daardoor kon men Spinoza verplichten de stad te verlaten, en werd het verboden om met hem contact op te nemen of zelfs maar met hem in één huis te verblijven.